# Konačna brzina
Konačna brzina (takođe terminalna, granična, krajnja) je najveća brzina koju predmet može dostići u slobodnom padu kroz fluid (npr. vazduh), usled otpora. U dinamici fluida, kaže se da se objekt pomera terminalnom brzinom onda kada je dostigao stalnu brzinu, usled trenja plina ili tekućine kroz koju se pomera.
Predmet u slobodnom padu dostiže terminalnu brzinu onda kada je sila gravitacije (Fg) jednaka sili otpora zraka (Fd). Tada je ukupna sila jednaka nuli, pa je i akceleracija jednaka nuli, odnosno brzina je konstantna. Kako se predmet ubrzava usled gravitacije, sila otpora se povećava, pa se ukupna sila smanjuje, a s njom i akceleracija. Pri određenoj brzini, sila otpora će se izjednačiti s težinom objekta (Fg). U ovom se trenutku zaustavlja ubrzavanje objekta, te on nastavlja padati dostignutom stalnom brzinom – terminalnom brzinom.
Terminalna brzina zavisi od težine i otpora fluida. Veći otpor znači manju, a veća težina veću terminalnu brzinu. Objekat koji pada brzinom većom od terminalne (npr. jer je došao iz ređih slojeva atmosfere ili je promenio oblik) će se usporiti dok se ne postigne ravnoteža među silama, tj. do usporavanja do neke određene terminalne brzine.

## Primeri
Na temelju otpora vetra, može se izračunati da terminalna brzina padobranca u slobodnom padu s poluzatvorenim padobranom iznosi otprilike 195 km/h (55 m/s). Ovo je asimptotska brzina ubrzavanja, i ona se nikad ne dostiže, jer se brzina tela sve sporije i sporije približava ovoj vrednosti. U ovom primeru, 50% brzine se dostiže za oko 3 sekunde, 90% za oko 8 sekundi, a 99% za oko 15 sekundi.